# Short track vid olympiska vinterspelen 2014
Short track vid olympiska vinterspelen 2014 i Sotji, Ryssland, hölls i arenan Iceberg skridskopalats vid Sotjis olympiska park den 10–21 februari och bestod av åtta grenar fördelat på olika distanser, från 500 meter till 5 000 meter samt stafett.

## Tävlingsschema
Följande tabell visar tävlingsschemat för short track under OS 2014.
| Datum       | Tid   | Gren                      |
| ----------- | ----- | ------------------------- |
| 10 februari | 13:45 | Damernas 3 000 m stafett  |
| 10 februari | 13:45 | Damernas 500 m            |
| 10 februari | 13:45 | Herrarnas 1 500 m         |
| 13 februari | 14:00 | Herrarnas 5 000 m stafett |
| 13 februari | 14:00 | Herrarnas 1 000 m         |
| 13 februari | 14:00 | Damernas 500 m            |
| 15 februari | 14:00 | Damernas 1 500 m          |
| 15 februari | 14:00 | Herrarnas 1 000 m         |
| 18 februari | 13:30 | Damernas 1 000 m          |
| 18 februari | 13:30 | Herrarnas 500 m           |
| 18 februari | 13:30 | Damernas 3 000 m stafett  |
| 21 februari | 20:30 | Damernas 1 000 m          |
| 21 februari | 20:30 | Herrarnas 500 m           |
| 21 februari | 20:30 | Herrarnas 5 000 m stafett |

## Medaljsammanfattning
Damer
| Gren                             | Guld                                                                     | Guld     | Silver                                                                    | Silver   | Brons                                                                 | Brons    |
| -------------------------------- | ------------------------------------------------------------------------ | -------- | ------------------------------------------------------------------------- | -------- | --------------------------------------------------------------------- | -------- |
| 500 meter Detaljer...            | Li Jianrou Kina                                                          | 45,263   | Arianna Fontana Italien                                                   | 51,250   | Park Seung-hi Sydkorea                                                | 54,207   |
| 1 000 meter Detaljer...          | Park Seung-hi Sydkorea                                                   | 1.30,761 | Fan Kexin Kina                                                            | 1.30,811 | Shim Suk-hee Sydkorea                                                 | 1.31,027 |
| 1 500 meter Detaljer...          | Zhou Yang Kina                                                           | 2.19,140 | Shim Suk-hee Sydkorea                                                     | 2.19,239 | Arianna Fontana Italien                                               | 2.19,416 |
| Stafett, 3 000 meter Detaljer... | Sydkorea Shim Suk-hee Park Seung-hi Cho Ha-ri Kim A-lang Kong Sang-jeong | 4.09,498 | Kanada Marie-Ève Drolet Jessica Hewitt Valérie Maltais Marianne St-Gelais | 4.10,641 | Italien Arianna Fontana Lucia Peretti Martina Valcepina Elena Viviani | 4.14,014 |

Herrar
| Gren                             | Guld                                                                      | Guld        | Silver                                                     | Silver   | Brons                                             | Brons    |
| -------------------------------- | ------------------------------------------------------------------------- | ----------- | ---------------------------------------------------------- | -------- | ------------------------------------------------- | -------- |
| 500 meter Detaljer...            | Viktor Ahn Ryssland                                                       | 41,312      | Wu Dajing Kina                                             | 41,516   | Charle Cournoyer Kanada                           | 41,617   |
| 1 000 meter Detaljer...          | Viktor Ahn Ryssland                                                       | 1.25,325    | Vladimir Grigorjev Ryssland                                | 1.25,399 | Sjinkie Knegt Nederländerna                       | 1.25,611 |
| 1 500 meter Detaljer...          | Charles Hamelin Kanada                                                    | 2.14,985    | Han Tianyu Kina                                            | 2.15,055 | Viktor Ahn Ryssland                               | 2.15,062 |
| Stafett, 5 000 meter Detaljer... | Ryssland Viktor Ahn Semjon Jelistratov Vladimir Grigorjev Ruslan Zacharov | 6.42,100 OR | USA Eddy Alvarez J.R. Celski Chris Creveling Jordan Malone | 6.42,371 | Kina Chen Dequan Han Tianyu Shi Jingnan Wu Dajing | 6.48,341 |

### Medaljtabell
| Pl.    | Nation        | Guld | Silver | Brons | Totalt |
| ------ | ------------- | ---- | ------ | ----- | ------ |
| 1      | Ryssland      | 3    | 1      | 1     | 5      |
| 2      | Kina          | 2    | 3      | 1     | 6      |
| 3      | Sydkorea      | 2    | 1      | 2     | 5      |
| 4      | Kanada        | 1    | 1      | 1     | 3      |
| 5      | Italien       | 0    | 1      | 2     | 3      |
| 6      | USA           | 0    | 1      | 0     | 1      |
| 7      | Nederländerna | 0    | 0      | 1     | 1      |
| Totalt | Totalt        | 8    | 8      | 8     | 24     |